# Major
Pour les articles homonymes, voir Major (homonymie).
Major est un grade militaire, qui se situe différemment dans la hiérarchie militaire selon les époques et les pays. Le grade de major correspond dans la plupart des pays au premier grade d'officier supérieur, généralement situé entre celui de capitaine et celui de lieutenant-colonel. 
En France, cependant, il s'agit au XXIe siècle du grade le plus élevé chez les sous-officiers. Il peut aussi être utilisé dans les forces de l'ordre ou les pompiers.
Le mot « major » est parfois associé à un autre grade, soit pour définir le rang parmi les généraux (major général) soit pour indiquer un grade situé au-dessus d'un grade de sous-officier, sous-officier supérieur ou officier marinier supérieur (adjudant-major, sergent-major, major de la maistrance)

## Catégories selon les armées des diverses époques et des divers pays

### Major général
Dans beaucoup d'armées, le grade de major général ou de général-major est le deuxième grade d'officier général, dans l'ordre hiérarchique ascendant. Il résulte d'une abréviation du grade de sergent-major général.

### Officiers supérieurs
Le grade de major est un grade d'officier supérieur, en général le premier dans l'ordre hiérarchique ascendant. 

#### Belgique
En Belgique, le grade de major (majoor en néerlandais et major en allemand) est le premier grade des officiers supérieurs, au-dessus des grades d'officier subalterne de « capitaine-commandant » et de « capitaine » et en dessous de celui de lieutenant-colonel. L'insigne du major est constitué d'une barrette et d'une molette d'éperon héraldique de teinte dorée dans la composante terre, d'un galon large accompagné d'un seul galon fin, dans les composantes air et médicale. L'équivalent dans la Composante Marine est le capitaine de corvette.
|       |     |          |        |  |             |          |                   |
| Terre | Air | Médicale | Marine |  | Gendarmerie | Pompiers | Protection civile |

Lorsqu'on s'adresse à lui, on lui dit « Major » si on est d'un grade égal ou supérieur au sien, sinon on lui dit « Mon major ». Le capitaine de corvette se fait appeler « Commandant ».

#### Brésil
Au Brésil, le grade de major est le premier grade des officiers supérieurs, au-dessus du grade de capitão et en dessous de celui de tenente-coronel. L'équivalent dans la Marine est : capitão de corveta.
|                            |                            |                    |
| Armée de terre brésilienne | Force aérienne brésilienne | Marine brésilienne |

On s'adresse à lui en disant « Major ». On s'adresse au capitão de corveta en disant « Comandante ».

#### Canada
Dans l'Armée canadienne et l'Aviation royale du Canada au sein des Forces canadiennes, major est le premier grade d'officier supérieur. Il se situe entre celui de capitaine et celui de lieutenant-colonel. Dans l'Armée canadienne, l'insigne du major est une couronne et dans l'Aviation royale du Canada, il est constitué d'un large galon, un petit puis un autre large. Son équivalent dans la Marine royale canadienne est le grade de capitaine de corvette.
Dans la Force terrestre, le major est typiquement employé comme officier commandant d'une sous-unité ou commandant adjoint d'une unité. Il peut aussi occuper différentes positions sur les plans opérationnel et stratégique dans les quartiers généraux et les états-majors.
| Précédé par Capitaine | Major | Suivi par Lieutenant-colonel |

#### États-Unis
Aux États-Unis, l'insigne de Major est une feuille de chêne de couleur dorée : . Le grade de Major est intermédiaire entre celui de Captain et Lieutenant-colonel pour tous les officiers des forces armées des États-Unis.
L'insigne du grade de Major-général est deux étoiles argenté : . Le grade de Major-général est intermédiaire entre celui de Brigadier-général et Lieutenant général pour tous les officiers des forces armées des États-Unis.

#### France
Pour un article plus général, voir Grades de l'Armée française.
En France le grade de major est le plus élevé des sous-officiers. 
Dans l'Armée française de l'Ancien Régime, le major était le second du colonel chargé de l'administratif dans son régiment, ainsi que le commandant d'une place forte après le gouverneur et le lieutenant du roi.
Pendant la période napoléonienne, le grade de lieutenant-colonel fut remplacé par celui de major avant d'être remis en vigueur sous la Restauration. L'appellation major ou médecin-major, avec des déclinaisons de grade (major de première classe, de seconde classe, aide-major, sous-aide-major) désignait jusqu'en 1928 un médecin militaire. Au XIXe siècle,  un officier récemment promu comme commandant était habituellement appelé major tant qu'il n'avait pas le commandement effectif d'un bataillon.
Il a brièvement existé dans la Marine de guerre française du XVIIIe siècle un grade de major de vaisseau, situé entre les grades de lieutenant de vaisseau et de capitaine de vaisseau. La position de major désignait aussi l'officier général chargé de maintenir la sécurité et de gérer les matériels d'un port ou d'une base navale, c'était le major général de l'arsenal. Dans une escadre, le major d'escadre, officier généralement du grade de capitaine de vaisseau, faisait fonction de chef d'état-major de l'escadre.
Le terme de major n’existe plus chez les pompiers non militaires depuis la date d'application du décret no 2012-519 du 20 avril 2012.
L'organisation actuelle des armées institue, aux premiers rangs de la hiérarchie militaire, une fonction — et non un grade — de major général pour l'ensemble des armées ou chacune de celles-ci : major général des armées, major général de l'Armée de terre, major général de l'Armée de l'air, major général de la Marine, major général de la Gendarmerie nationale ; ceux-ci sont respectivement subordonnés au chef d'État-Major des armées, au chef d'état-major de l'Armée de terre, au chef d'état-major de l'Armée de l'air, au chef d'état-major de la Marine et au directeur général de la Gendarmerie nationale.
Le grade de « major », héritier de l'ancien grade de sergent-major, est le grade le plus élevé chez les sous-officiers de l'Armée de terre, de l'air, des officiers mariniers et de la gendarmerie nationale. Il fut recréé par décision du président Pompidou, dans le cadre général des réformes consacrées aux militaires, lors de l'apparition du nouveau statut général des militaires, voulu par le ministre d' Etat chargé de la Défense nationale, Michel Debré, par la loi n° 72-662 du 13 juillet 1972. Au retour de ce grade, 70% des effectifs le possédaient après concours sur épreuves, le restant l'obtenant au choix, pour les adjudants-chefs méritants, avec une ancienneté de trois années minimum.   
L'adresse à un major de l'Armée française est : "Major" (sans le précèder de "mon").

#### Royaume-Uni
Au Royaume-Uni, l'insigne est une couronne. C'est le grade qui est porté par le commandant d'une unité supérieure à une compagnie et  son second a le grade de capitaine.

#### Suisse

Insigne du grade de major de l'Armée suisse.

Le major est le premier grade des officiers supérieurs (symbolisé par un trait épais sur les insignes de grade et surnommé "lasagne" ou "nouille"). Le major se situe hiérarchiquement au-dessus du capitaine et au-dessous du lieutenant-colonel.
Le major peut occuper la fonction de commandant de compagnie, normalement occupée par un capitaine, mais plus usuellement d'officier de l'état-major d'un bataillon (600–800 hommes) ou de remplaçant du commandant de bataillon, ce dernier portant le grade de lieutenant-colonel.
Avant le début des années 2000, le grade de major correspondait à la fonction de commandant de bataillon; le remplaçant du commandant de bataillon et les officiers de l'état-major de bataillon portant alors le grade de capitaine. Après cette réforme, les commandants de bataillon en activité ont été promus automatiquement au grade de lieutenant-colonel, permettant par ricochet l'accès au grade de major au remplaçant et à l'état-major de bataillon.
voir Grades de l'Armée suisse#Officiers supérieurs et spécialistes

#### Autres pays
Le grade est également utilisé en Albanie, en Allemagne, en Autriche, en Biélorussie (mayor), en Finlande (Majuri), en Indonésie (Mayor), en Italie (Maggiore), aux Pays-Bas (Majoor), en Pologne et en Russie. Il désigne le premier grade des officiers supérieurs des forces militaires de ces pays.

### Sous-officiers et officiers mariniers
Il désigne aussi un grade intermédiaire entre sous-officiers (ou officiers mariniers) et officiers subalternes dans certains pays, comme la France.

#### France (sous-officier et officier marinier)
Le grade actuel de « major » dans l'armée française est une contraction de l'ancien grade de « sergent-major » : ce grade existe depuis 1972 et il est le plus élevé, parmi les grades de sous-officiers dans  l'armée de terre, l'armée de l'air, la gendarmerie nationale  et parmi les grades d’officiers mariniers de la Marine nationale .
Après l'approbation de la loi n°72-662 du 13 juillet 1972 portant statut général des militaires, le grade de major est créé ainsi que le corps des majors pour permettre à des sous-officiers (ou officiers mariniers) supérieurs d'occuper des postes de même niveau et de même responsabilité que ceux détenus par des officiers subalternes. Ce corps, intermédiaire entre le corps des officiers et celui des sous-officiers ou de la maistrance, ne comprenait en conséquence qu'un seul grade, accessible par concours (pour 70% des postes budgétés) ou par ancienneté (pour le reste des postes à créer)  : ce corps a finalement été supprimé en 2009, les militaires concernés ayant été rétrogradés dans le corps des officiers mariniers ou dans les corps de sous-officiers pour les Armées de terre, de l’air et de la Gendarmerie. Dans la Marine, les majors composaient entre 1972 et 2009 le corps des « majors des équipages de la flotte » et ont été intégrés au « corps des officiers mariniers de la maistrance ». Avec celui d'aspirant, ce sont les deux seuls grades de la Marine à avoir une dénomination commune avec les autres armées ; les autres grades de la Marine datent de l'ancienne Marine royale, avant la période de la Révolution française et n'ont jamais été modifiés par les divers régimes politiques que la France a connus depuis cette période. Les deux ancres sur le grade des majors de la Marine sont l'héritage du symbole des équipages de la flotte.
Depuis 2009, pour prétendre au grade de major, les adjudants-chefs ou les maîtres principaux doivent satisfaire aux épreuves dites « de sélection professionnelle », ESP en abrégé. Selon les armées, il leur est également possible de postuler au recrutement dit « au choix », sous réserve de disposer, entre autres, d’une ancienneté suffisante dans leur grade.
L'insigne est, pour l'Armée de terre, la Gendarmerie nationale et l'Armée de l'air, un galon avec un liseré rouge auquel a été adjoint une soutache. Pour les armes dites « à pied », le galon et la soutache sont dorés (reprenant ainsi l'insigne d'adjudant-chef) comme ici : . Pour les armes dites « montées », héritières des troupes à cheval, ils sont argentés. Pour la Marine, c'est l'insigne de grade de maître principal surmonté de deux ancres or.

| France                    | Grades de l'Armée de terre |                    |
| Précédé par Adjudant-chef | Major                      | Suivi par Aspirant |

| France                    | Grades de l'Armée de l'air |                    |
| Précédé par Adjudant-chef | Major                      | Suivi par Aspirant |

| Grades de la Gendarmerie nationale française Major |  |                    |
| Précédé par Adjudant-chef                          |  | Suivi par Aspirant |

| France                       | Grades de la Marine nationale |                    |
| Précédé par Maître principal | Major                         | Suivi par Aspirant |

## Police
- Major de police (dans la Police nationale française)

## Prisons
- Major pénitentiaire (dans l'administration pénitentiaire française)